# Chersinellina
Chersinellina là một chi bọ cánh cứng trong họ Chrysomelidae.
Chi này được Hincks miêu tả khoa học năm 1950.

## Các loài
Chi này gồm các loài:
- Chersinellina heteropunctata (Boheman, 1854)